# Couleuvre
Couleuvre település Franciaországban, Allier megyében. Lakosainak száma 592 fő (2022. január 1.). Couleuvre Cérilly, Isle-et-Bardais, Lurcy-Lévis, Pouzy-Mésangy, Saint-Plaisir, Theneuille és Valigny községekkel határos.

## Népesség
A település népességének változása:
| Lakosok száma | 1126 | 796  | 716  | 576  | 569  | 563  | 581  | 597  | 597  | 592  |
|               | 1968 | 1982 | 1990 | 2006 | 2013 | 2015 | 2017 | 2019 | 2020 | 2022 |